# Heinrich Zimmern
Heinrich Zimmern, född den 14 juli 1862 i Graben vid Karlsruhe, död den 17 februari 1931 i Leipzig, var en tysk assyriolog.
Zimmern blev filosofie doktor i Leipzig 1884, privatdocent i Königsberg 1889, i Halle 1890, extra ordinarie professor i Leipzig 1894, ordinarie professor i Breslau 1899 och i Leipzig 1900 (emeritus 1929). Han skrev många för assyriologins utveckling viktiga arbeten. Zimmern deltog dessutom i den av Frants Buhl ledda revideringen av Gesenius "Hebräisches und aramäisches Handwörterbuch über das Alte Testament" från och med 12:e upplagan (16:e upplagan 1915) och ombesörjde tillsammans med Hugo Winckler 3:e, fullständigt omarbetade upplagan (1902-1903) av Eberhard Schraders grundläggande verk Die Keilinschriften und das Alte Testament samt lämnade de assyriologiska bidragen till Gunkels Schöpfung und Chaos in Urzeit und Endzeit" (1895).